# Matthieu Sans
Pour les articles homonymes, voir Sans.
Matthieu Sans, né le 16 juin 1988 à Toulon, est un footballeur français. Il évolue au poste de défenseur central.

## Biographie
Arrivé en 2003 au centre de formation de l'AS Monaco, Matthieu Sans y signe stagiaire pro en 2006 mais ne parvient pas à intégrer l'équipe première. Il rejoint en 2008 l'Athlétic Club Arles-Avignon, qui évolue alors en National. Il participe activement à la promotion du club provençal en Ligue 2 mais il perd sa place dans l'équipe la saison suivante du fait d'un recrutement massif.
En 2010, il signe au SC Bastia qui vient d'être relégué en National. L'objectif d'une remontée immédiate en Ligue 2 est atteint, l'équipe remportant même le championnat. La saison suivante voit le club corse remporter dans la foulée le championnat de France de Ligue 2 2011-2012. Sa participation à la montée s'arrêtera en décembre puisqu'il perd définitivement sa place de titulaire. Cette même équipe dans laquelle il ne trouvera jamais sa place en Ligue 1, faute de niveau, disputant seulement six matchs dont quatre comme remplaçant. Le club annonce en janvier lors du mercato hivernal son désir de se séparer de lui mais il ne trouve pas de point de chute. Il reste ainsi à Bastia où sa place n'est désormais même plus sur le banc. Non convoqué par le club pour la reprise et la préparation physique de l'équipe, il est à l'été toujours sur la liste des départs du club. Il entame la saison 2013-2014 avec la réserve (CFA2) du Sporting.
Le 2 septembre 2013, il est prêté pour une saison au Gazélec d'Ajaccio.
Après avoir résilié son contrat avec le SC Bastia, il rejoint le Chamois Niortais Football Club pour la saison 2014-2015. Lors de la saison 2018-2019, il est avec Cyriaque Rivieyran l'un des deux délégués syndicaux de l'UNFP au sein des Chamois niortais. Après six saisons passées à Niort, il n'est pas conservé à l'issue de son contrat. Le défenseur central et capitaine, alors âgé de 32 ans, s'engage pour deux ans en faveur du FC Annecy, promu en National.

## Carrière
- 2008-2009 : AC Arles (N, 25 matchs, 1 but)
- 2009-2010 : AC Arles-Avignon (L2, 4 matchs)
- 2010-2011 : SC Bastia (N, 33 matchs, 1 but)
- 2011-2012 : SC Bastia (L2, 24 matchs, 1 but)
- 2012-2013 : SC Bastia (L1, 2 matchs, 0 but)
- 2013-2014 : Gazélec d'Ajaccio (prêt)
- 2014-2015 : Chamois niortais (L2, 34 matchs, 1 but)
- 2015-2016 : Chamois niortais (L2, 26 matchs, 1 but)
- 2016-2017 : Chamois niortais (L2, 19 matchs, 0 but)
- 2017-2018 : Chamois niortais (L2, 30 matchs, 0 but)
- 2018-2019 : Chamois niortais (L2, 19 matchs, 0 but)
- 2019-2020 : Chamois niortais (L2, 1 match, 0 but)

## Palmarès
- Champion de National en 2011 avec le SC Bastia.
- Champion de Ligue 2 en 2012 avec le SC Bastia.